# 11 settembre - Tragedia annunciata
11 settembre - Tragedia annunciata (The Path to 9/11) è una miniserie televisiva in due parti del 2006, diretta da David L. Cunningham e interpretata da Harvey Keitel e Donnie Wahlberg.
La miniserie vinse nel 2007 un Emmy come "Miglior montaggio".

## Trama
La miniserie narra la sequenza di eventi che portarono agli attentati dell'11 settembre 2001, partendo dall'attentato al Trade Center del 1993 fino agli ultimi minuti prima della distruzione delle Torri Gemelle, basandosi sulla documentazione della commissione d'indagine che si occupò della tragedia.
La vicenda è seguita da due punti di vista: quello di John P. O'Neill, un agente dell'FBI esperto di terrorismo veramente esistito che morì nell'attentato, e quello del co-protagonista "Kirk", un fittizio agente segreto della CIA.

## Personaggi e interpreti
- John P. O'Neill, interpretato da Harvey Keitel:
Un agente speciale dell'FBI che si occupa di terrorismo, in seguito capo della sicurezza al World Trade Center.
- Kirk, interpretato da Donnie Wahlberg:
Agente sul campo della CIA.
- Aḥmad Shāh Masʿūd, interpretato da Mido Hamada:
Leader di opposizione afgano.
- Richard Clarke, interpretato da Stephen Root.
- John Miller, interpretato da Barclay Hope: giornalista.
- Barbara Bodine, interpretata da Patricia Heaton:
Ambasciatrice statunitense nello Yemen.
- Madeleine Albright, interpretata da Shirley Douglas:
Segretario di Stato statunitense.
- Condoleezza Rice, interpretata da Penny Johnson Jerald:
Consigliere per la Sicurezza Nazionale.
- George Tenet, interpretato da Dan Lauria:
Direttore dei Servizi Segreti.
- Patricia Carver, interpretata da Amy Madigan:
Analista del quartier generale della CIA.
- William Cohen, interpretato da Michael Murphy.
- Scott Ramer, interpretato da Trevor White.
- Neil Herman, interpretato da William Sadler.
- Emad Salem, interpretato da Shaun Toub.
- Deanna Burnett, interpretata da Stephanie Moore.
- Khalid Sheikh Mohammed, interpretato da Michael Benyear.
- Mohamed Atta, interpretato da Martin Brodie:
Presunto pilota del volo American Airlines 11
- Ayman al-Zawahiri, interpretato da Nayef Rashed:
Leader di al-Qāʿida.
- Joe Dunne, interpretato da Fulvio Cecere.
- Aida Fariscal, interpretata da Marie Cruz.
- Charley, interpretato da David Huband.
- Sandy Berger, interpretato da Kevin Dunn:
Consigliere per la Sicurezza Nazionale.
- Ramzi Yusef, interpretato da Nabil Elouahabi:
Attentatore del World Trade Center.
- Mohammed Salame, interpretato da Enis Esmer.
- Majed Moqed, interpretato da Moe Fawaz.
- Mohamed Rashed Daud al-Awhali, interpretato da Akin Gazi.
- Mahmud Abu Halima, interpretato da Youssef Kerkour.
- Khalid al-Midhar, interpretato da Sam Lupovich.
- Nicholas Lanier, interpretato da David Michie:
Corrispondente della ABC dal Vicino Oriente.
- Nawaf Al-Hazmi, interpretato da Hani Noureldin.
- John Atkinson, interpretato da Armando Riesco.
- Dorsey, interpretato da Neil Crone.
- Dick Cheney, interpretato da George R. Robertson: Vicepresidente
- Donald Sadowy, interpretato da Al Sapienza.
- Nancy Floyd, interpretata da Katy Selverstone.
- Betty Ong, interpretata da Jean Yoon.
- J.P. O'Neill, interpretato da Gabe Fazio: figlio di John O'Neill.
- Mary Jo White, interpretata da Nicky Guadagni.